# Burbáguena
Burbáguena – gmina w Hiszpanii, w prowincji Teruel, w Aragonii, o powierzchni 39,02 km². W 2011 roku gmina liczyła 292 mieszkańców.